# Crisis bancaria de Rhode Island
La crisis bancaria de Rhode Island tuvo lugar a principios de la década de 1990, cuando aproximadamente un tercio de la población del estado estadounidense de Rhode Island perdió el acceso a los fondos de sus cuentas bancarias. Los acontecimientos se desencadenaron por la quiebra de un banco de Providence, Heritage Loan & Investment, debido a un desfalco de larga duración por parte de su presidente. La noticia de sus problemas provocó una corrida bancaria en la que los clientes intentaron retirar dinero del banco, que no disponía de fondos suficientes. En circunstancias normales, los depositantes estarían protegidos por el seguro del banco, pero la aseguradora privada del estado tenía un largo historial de problemas y era incapaz de cumplir sus compromisos. Cuando la aseguradora se vino abajo, el Gobernador Bruce Sundlun anunció el cierre de 45 cooperativas de crédito y bancos apenas unas horas después de su toma de posesión.
En la primera emergencia bancaria en el estado desde la Gran Depresión, 300.000 depositantes perdieron el acceso a su dinero. Aunque algunas de las instituciones reabrieron con relativa rapidez tras obtener el seguro federal, muchas no cumplieron los requisitos y permanecieron cerradas durante un largo periodo de tiempo. El gobierno estatal creó una agencia para gestionar la crisis, vendiendo bonos por valor de 697 millones de dólares para reembolsar a la gente, al tiempo que presentaba unas 300 demandas contra las instituciones cerradas y otras empresas que desempeñaron un papel en la crisis.
El cierre provocó manifestaciones y protestas. Las audiencias por corrupción aumentaron la frustración pública, cuando varios ejecutivos y funcionarios públicos fueron llamados a declarar sobre sus retiradas de última hora de los bancos justo antes de su cierre. La persecución de Joseph Mollicone Jr., el presidente de Heritage Loan & Investment que había huido a Utah, duró casi 18 meses antes de que se entregara. Fue declarado culpable y condenado a lo que en aquel momento era la pena más severa del estado por un delito de «cuello blanco».
Aunque todos los depositantes fueron reembolsados, la mayoría tuvo que esperar meses o años para recibir la indemnización. La mayoría de los grandes bancos permanecieron cerrados más de un año, y varios nunca volvieron a abrir.

## Quiebra de Heritage Loan & Investment

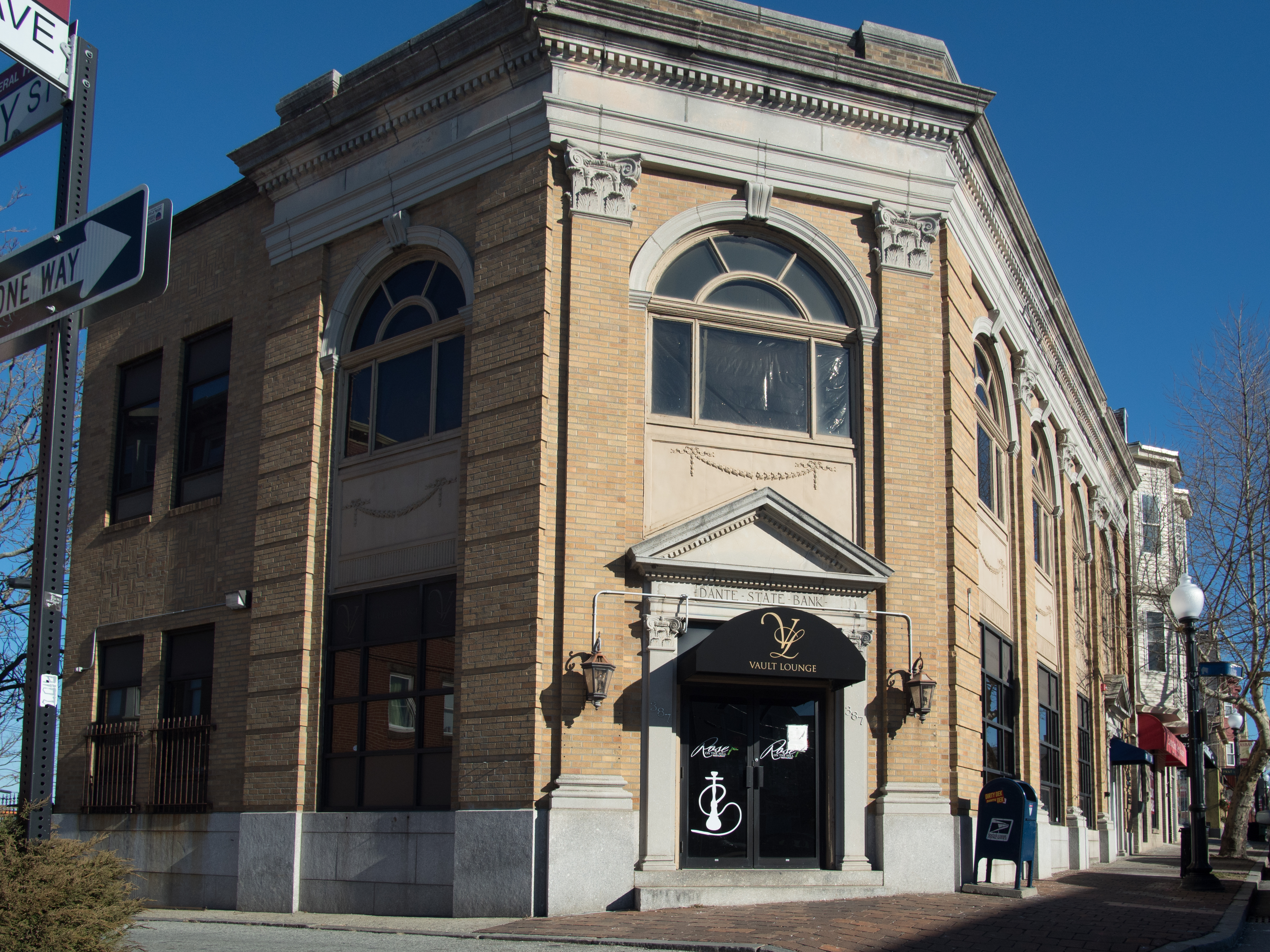
El antiguo edificio de Heritage Loan & Investment en Federal Hill, sede de un salón a partir de 2018

Heritage Loan & Investment era un banco del barrio de Federal Hill de Providence, Rhode Island. En 1990, los examinadores del Departamento de Regulación Empresarial (DBR) del estado descubrieron en los registros del banco préstamos fraudulentos por valor de 13 millones de dólares que supuestamente se habían concedido a 128 personas y empresas que nunca solicitaron ni recibieron un préstamo. Los préstamos habían sido fabricados por el presidente del banco, Joseph Mollicone Jr, que empezó a sacar dinero del banco en 1986 y había creado más de 90 empresas para canalizar el dinero. El Providence Journal informó de que «se hizo legendario por esquivar las preguntas sobre los registros bancarios que faltaban, y en una ocasión sugirió a un examinador del banco: “Mejor vamos a comer una magdalena”».
En octubre de 1990, la aseguradora del banco, la Rhode Island Share and Deposit Indemnity Corporation (RISDIC), tomó el control del banco tras un examen que reveló su mal estado. Cuando Mollicone supo que las autoridades habían descubierto sus actividades ilícitas, huyó del estado, desapareciendo el 8 de noviembre de 1990, tras subirse a un avión en el aeropuerto internacional Logan de Boston. Pocos días después, el 13 de noviembre, se abrió una investigación por parte de un gran jurado. Cuando los clientes del Heritage se enteraron de lo que estaba ocurriendo, se produjo una avalancha bancaria en la que retiraron 13 millones de dólares de los 22 millones de depósitos totales del banco. El 18 de noviembre, el gobernador Edward D. DiPrete cerró el banco de forma supuestamente temporal, mientras las autoridades intentaban determinar lo que estaba ocurriendo y controlar los daños.
El 26 de noviembre, Mollicone fue acusado de malversación de fondos y considerado fugitivo. Según el fiscal Kevin Bristow, para cuando se marchó, Mollicone se había llevado más del 80% del dinero que la gente había depositado en el banco. La oficina del fiscal general del estado estimó que había robado 15,2 millones de dólares en total. El banco volvió a abrir el 4 de diciembre para permitir a los depositantes retirar el resto de sus fondos, antes de cerrar de nuevo.

## Rhode Island Share and Deposit Indemnity Corporation

### Antecedentes
El banco Heritage Loan & Investment estaba asegurado por la Rhode Island Share and Deposit Indemnity Corporation (RISDIC), una empresa estatal nominalmente privada que respaldaba a 45 cooperativas de crédito y bancos del estado. Comenzó a operar en 1971 y su objetivo era asegurar únicamente a instituciones pequeñas, con 134 millones de dólares asegurados en 1972. Sin embargo, se expandió rápidamente y llegó a asegurar 761 millones de dólares en 1980. Siguió creciendo durante la década de 1980, gracias a la flexibilización de las leyes estatales y federales.
Entre mediados de los años setenta y principios de los noventa, quebraron varias entidades aseguradoras de titularidad estatal y gestión privada, empezando por Mississippi en 1976, y luego Nebraska y California en 1983. En los años ochenta se observó una tendencia de bancos y cooperativas de crédito, a menudo a instancias de las aseguradoras estatales, a pasarse a aseguradoras federales, la Corporación Federal de Seguros de Depósitos (Federal Deposit Insurance Corporation) (FDIC) o la Administración Nacional de Cooperativas de Crédito (National Credit Union Administration) (NCUA). Esta tendencia se acentuó especialmente tras la quiebra de Ohio y Maryland, los mayores fondos constituidos por estados, en 1985, que provocó crisis bancarias en esos estados. Sin embargo, la RISDIC no aprendió de los errores de otros estados. Al contrario, incluso aumentó el depósito máximo que aseguraba. Cuando se fundó, el máximo por cuenta a asegurar era de 40.000 dólares, pero esa cifra aumentó a 500.000 dólares a finales de 1985, sin límite en algunas cuentas. Cuando RISDIC perdió algunos de sus bancos más estables, empezó a asegurar más instituciones débiles. A finales de la década de 1980, RISDIC estaba plagada de problemas. Aseguraba principalmente a las instituciones que no podían conseguir un seguro federal, garantizando grandes sumas de dinero en bancos débiles.
Antes de su colapso, RISDIC ya era motivo de preocupación. Los reguladores federales, el Banco de la Reserva Federal de Boston y otros organismos emitieron advertencias ya en 1985. La fiscal general del estado, Arlene Violet, hizo varios intentos de llamar la atención sobre la vulnerabilidad de RISDIC, sin éxito. Cuando Violet accedió al cargo, empezó a asistir a las reuniones de la junta de constitución de los bancos y le llamó la atención la forma en que el grupo encargado de supervisar el sistema bancario del estado parecía permitir favores a personas con conexiones políticas. Tras observar problemas en los informes financieros de la aseguradora, encargó a miembros de su unidad de delitos de cuello blanco la elaboración de un informe sobre la empresa. El informe, finalizado en diciembre de 1985, ponía de manifiesto los riesgos financieros y los conflictos de intereses en su gestión y regulación, y dio lugar a la propuesta de ley de 1986 que obligaría a las instituciones aseguradas por la RISDIC a obtener un seguro federal, lo que supondría el cierre de la aseguradora. Contó con el apoyo del gobierno de DiPrete, pero fracasó en la Asamblea General del estado.  El informe no se hizo público, pero en los días posteriores al cierre del banco se filtró al Providence Journal, que lo publicó íntegramente.

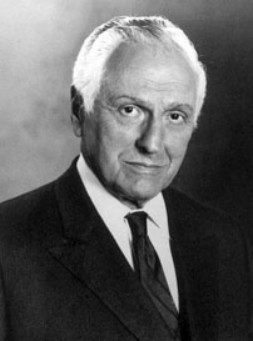
El Gobernador de Rhode Island, Bruce Sundlun, cerró 45 bancos y cooperativas de crédito el día de su toma de posesión.

Un problema importante era la falta de supervisión. Los miembros del consejo de administración de RISDIC eran principalmente directivos de las instituciones que aseguraba. No existían normas formales que exigieran la presencia de miembros externos en el consejo, por lo que sólo había tres miembros designados para representar al público y quince, con conflictos de intereses, para representar a los bancos asegurados. A finales de la década de 1980, los recortes presupuestarios del Gobierno trasladaron la responsabilidad de realizar los exámenes de la aseguradora del Departamento de Regulación Empresarial (DBR) a la propia RISDIC, lo que redujo aún más la supervisión externa e independiente. Además de estar mal regulada, no cumplía las prácticas habituales del sector y, aunque adoptó formalmente las normas de la Asociación Nacional de Comisionados de Seguros (National Association of Share Insurance Corporation), en realidad no las aplicó de forma efectiva. La junta no revisó los informes de los examinadores ni de los auditores externos.
Según Pulkkinen y Rosengren, «el hecho de que RISDIC no fracasara antes era atribuible a su peso político y a su capacidad para enmascarar graves dificultades financieras entre sus miembros subyacentes». Según ella, la única razón por la que fracasó la legislación para acabar con RISDIC fue por las problemáticas relaciones entre los legisladores y los bancos.

### Quiebra
La quiebra de Heritage Loan and Investment se produjo meses después de que Jefferson Loan and Investment Company, otro banco asegurado por RISDIC, quebrara a causa de arrendamientos fraudulentos. Jefferson agotó gran parte de los recursos de RISDIC, dejándola en una situación especialmente mala cuando se produjo la quiebra de Heritage, aún más costosa, en noviembre de 1990. La retirada masiva de depósitos de 13 millones de dólares en noviembre, después de que los clientes se enteraran de la situación de Heritage, agotó gran parte de la reserva de 25 millones de dólares de RISDIC. Al mismo tiempo, los depositantes de otras instituciones aseguradas por RISDIC comenzaron a retirar sus propios fondos a un ritmo cada vez mayor. Como resultado del drenaje de sus activos, RISDIC se declaró insolvente, incapaz de hacer frente a las reclamaciones del seguro de depósitos.
Varias instituciones aseguradas por RISDIC comenzaron a trabajar para obtener un seguro federal en medio de estos acontecimientos. Algunas se retrasaron, mientras que muchas otras lo reconsideraron, optando por explorar otras opciones al darse cuenta de los controles más estrictos que el seguro federal impondría a las entidades. El gobierno saliente de DiPrete preparó un plan para cambiar las instituciones aseguradas por RISDIC al seguro federal, pero no lo puso en práctica porque, según el Providence Journal, «sería presuntuoso por su parte hacerlo en los últimos días de su mandato».  «El gobierno entrante de Bruce Sundlun tenía previsto tomar medidas al respecto en los días o semanas siguientes a su toma de posesión, pero se precipitó tras recibir una carta del consejo de administración del RISDIC. El 31 de diciembre de 1990, un día antes de la toma de posesión de Sundlun, el consejo de RISDIC votó por unanimidad solicitar la tutela debido a las «extraordinarias demandas de liquidez... de los últimos días».
Un análisis retrospectivo realizado por Walker F. Todd en Economic Commentary encontró similitudes en los fracasos de los sistemas de Ohio, Maryland y Rhode Island. Entre ellas se encontraban la influencia de las aseguradoras en las legislaturas estatales, la falta de actuación cuando se les notificaron los problemas, la minimización por parte de las autoridades políticas de la gravedad de las insolvencias de los fondos y, lo que es más importante, «su incapacidad para ejercer una autoridad supervisora suficiente para limitar los riesgos o imponer primas de seguro de depósitos efectivas basadas en el riesgo para que la asunción imprudente de riesgos resultara más costosa para las instituciones aseguradas que creaban los mayores riesgos». Efectivamente, sin fondos suficientes y con demasiado riesgo, cualquier pérdida importante erosionaría la confianza y llevaría al desastre. Por otra parte, mientras que las debilidades de las propias instituciones aseguradas fueron un factor en los fondos de los tres estados, las instituciones de Ohio y Maryland se vieron debilitadas principalmente por el fraude, mientras que Rhode Island se vio más afectada por las pérdidas en préstamos e inversiones inmobiliarias, que se produjeron en toda Nueva Inglaterra entre 1989 y 1992.

## Cierre de bancos y sus consecuencias
Según la ley estatal, los bancos y las cooperativas de crédito no pueden operar legalmente sin seguro. Horas después de su toma de posesión el 1 de enero de 1991, Sundlun dio una rueda de prensa. Debido a una «emergencia bancaria», ordenó el cierre indefinido de las 45 instituciones financieras aseguradas por la RISDIC, de las que unas tres cuartas partes eran cooperativas de crédito. Se apostó a la policía en todos los bancos cerrados «para mantener el orden público», según funcionarios citados en el Providence Journal. Se ordenó a las instituciones aseguradas por la RISDIC que no aceptaran depósitos, no concedieran reintegros, no pagaran dividendos, no pagaran a los acreedores, no renovaran préstamos, no liquidaran activos ni contrajeran nuevas deudas. No obstante, debían pagar a sus propios empleados, según procediera, y presentar planes para seguir funcionando a Maurice C. Paradis, el nuevo director de regulación empresarial de la administración Sundlun. Sin embargo, se esperaba que los clientes de los bancos devolvieran los préstamos.
Fue la primera emergencia bancaria en Rhode Island desde las vacaciones bancarias de la Gran Depresión en 1933. Más de 300.000 personas, aproximadamente un tercio de la población del estado, perdieron el acceso a su dinero, por un total de unos 1.700 millones de dólares. Se notificó a los depositantes que, aunque no podían realizar depósitos ni retiradas, tendrían que devolver los préstamos a esas instituciones y su dinero seguiría devengando intereses.  El estado creó una línea telefónica central a través del Departamento de Regulación Empresarial, que tuvo dificultades para atender el elevado volumen de llamadas.
Al día siguiente, 2 de enero, todas menos dos de las entidades habían solicitado el seguro federal, y las que fueron aprobadas reabrieron con relativa rapidez: siete reabrieron el lunes siguiente. Sin embargo, la FDIC y la NCUA se negaron a proporcionar seguro a algunas de las entidades que no cumplían sus normas, destacando once que habían sido explícitamente rechazadas.  El presidente de la FDIC declaró que no se agobiaría proporcionando ayuda adicional para la crisis o reembolsando a los depositantes si sus cuentas eran salvables. Sin embargo, los siete que reabrieron rápidamente sólo representaban alrededor del diez por ciento de los depósitos totales, ya que la mayoría de las instituciones más grandes seguían cerradas. Pero los acontecimientos preocuparon a algunos miembros del Gobierno federal, que enviaron millones de dólares en efectivo para ayudar a protegerse de las consecuencias de las corridas bancarias en los bancos nacionales y regionales más grandes que no habían cerrado.
Según un portavoz de Sundlun, aunque el Estado no poseía ni respaldaba a RISDIC, «se decidió que el Estado tenía la obligación moral de proteger a los depositantes». La administración de Sundlun, incluido el posterior juez del Tribunal Superior del Estado, Michael A. Silverstein, creó la Corporación de Protección Económica de los Depositantes (DEPCO), que vendió bonos para reembolsar a aquellos cuyo dinero se había perdido.  El impuesto estatal sobre las ventas se incrementó del 6% al 7% para ayudar a pagar los cientos de millones de dólares en bonos.  Los problemas del estado se vieron agravados por una economía débil y un importante déficit presupuestario en el momento del cierre -162 millones de dólares de un presupuesto de 1.500 millones-, lo que obligó legalmente a los legisladores a cerrar la brecha presupuestaria al mismo tiempo que se buscaban fondos para compensar a los depositantes.
Aunque el Estado persistió en tomar medidas para garantizar que la gente recuperara sus pérdidas, los avances fueron lentos. El Gobernador anunció un plan para permitir a los depositantes retirar hasta la mitad de los fondos de sus cuentas hasta una determinada cantidad, pero los reembolsos a los clientes de los bancos aún cerrados no comenzaron hasta seis meses después del cierre inicial. Ocho meses después, 200.000 clientes de 13 instituciones seguían sin poder acceder a sus depósitos por valor de unos 1.200 millones de dólares. Al cabo de un año, sólo 36 de las 45 entidades habían reabierto, y la mayoría de las más grandes seguían cerradas, incluida Rhode Island Central, la segunda mayor cooperativa de crédito del estado. Para entonces, los depositantes con cuentas pequeñas de 2.500 dólares o menos habían sido reembolsados en su totalidad, pero otros con dinero en las nueve entidades aún cerradas sólo habían recibido alrededor del 10% de sus fondos. Dos años y medio después del cierre, un pequeño número de depositantes seguía sin tener acceso a su dinero.

## Reacción de la opinión pública

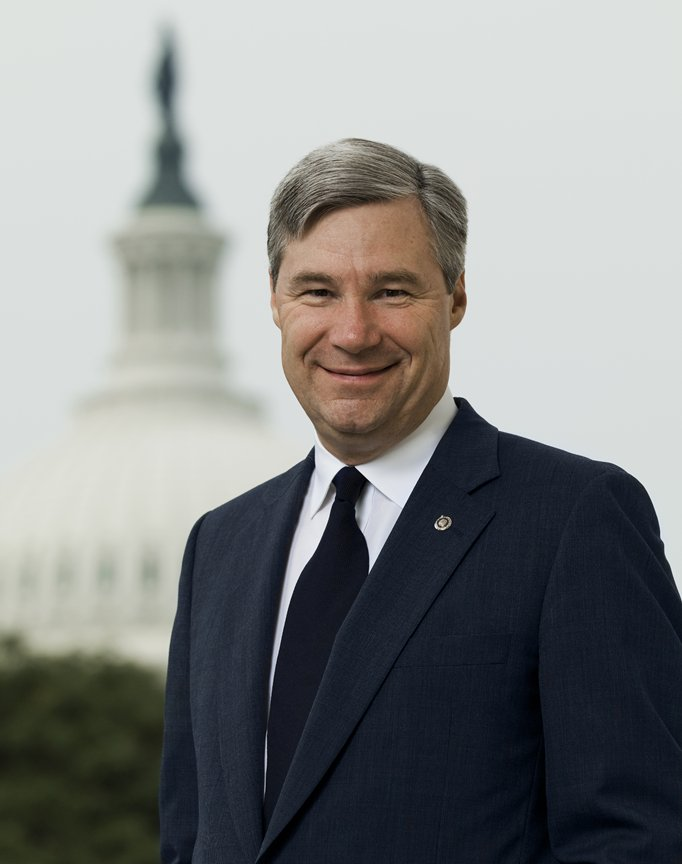
Sheldon Whitehouse, ahora senador de EE. UU., supervisó gran parte de la crisis bancaria mientras trabajaba en la administración de Sundlun.

Los periódicos locales publicaban periódicamente listas de bancos abiertos o cerrados. A algunos depositantes se les embargaron sus casas u otras propiedades; algunas empresas quebraron, mientras que otras tuvieron que despedir a trabajadores. Los representantes del estado se esforzaron por llegar a acuerdos con las agencias federales para garantizar que quienes dependían de los cheques del gobierno depositados directamente los recibieran directamente. El número de quiebras en el estado aumentó un 62% entre 1990 y 1991. El Banco de Alimentos de la Comunidad de Rhode Island tuvo que distribuir un 30% más de alimentos que en 1990, un total de cuatro millones de libras. Algunas empresas intentaron adaptarse con vistas a la resolución de la crisis. Las cadenas de supermercados Almacs y Stop & Shop se dispusieron a seguir aceptando cheques de bancos cerrados, para cobrarlos más tarde.
Una de las ciudades más afectadas fue Woonsocket, que ya tenía una tasa de desempleo superior al 11% y donde más de la mitad de los residentes eran clientes de una de las grandes cooperativas de crédito cerradas. Las empresas tuvieron menores ingresos y más de 30 cerraron a finales de febrero. En la ciudad se iniciaron sesiones de terapia de grupo para los residentes de edad avanzada que dependían de la cooperativa de crédito cerrada.
La gente empezó a protestar poco después del anuncio. Se crearon organizaciones activistas especializadas, como Citizens for Depositors' Rights (Ciudadanos por los derechos de los depositantes), con sede en Warwick. Un acto organizado por este grupo reunió a cientos de manifestantes en la rotonda del Statehouse a las pocas semanas del cierre. Algunas protestas se referían a acontecimientos concretos, como cuando la oficina del gobernador decidió publicar una lista de todos los depositantes con al menos 100.000 dólares depositados en uno de los bancos cerrados. La justificación fue que era de interés público, para fomentar el debate en torno a un nuevo plan de rescate que reembolsaría hasta esa cifra, y los fondos superiores a 100.000 dólares sólo se recuperarían tras la liquidación de los activos de los bancos. Las personas incluidas en la lista expresaron su sorpresa y enfado por la inusual violación de la privacidad. Múltiples publicaciones describieron características atípicas de los manifestantes en los distintos actos. Un artículo de Newsweek señalaba que había más participantes de edad avanzada de lo que cabría esperar en la mayoría de las protestas, mientras que UPI escribía que «entre los manifestantes había desde personas con sombreros de pescador hasta trajes de tres piezas y abrigos de piel de cuerpo entero». Hablando de los disturbios, Sheldon Whitehouse, que se ocupó de la crisis para el gobierno de Sundlun como Director de Política, dijo: «Me rayaron el coche. Me rajaron las ruedas. La gente entró en la Casa de Estado manchando literalmente de excrementos las paredes".

### Audiencias
La asamblea legislativa del estado formó un panel de nueve personas para investigar el colapso de RISDIC y, en particular, cómo ciertas personas con información privilegiada consiguieron retirar cientos de miles de dólares justo antes del anuncio de la crisis, agravando el problema. Las audiencias comenzaron en julio de 1991 y fueron televisadas. Según The New York Times, las audiencias «traspasaron el estado» y, aunque las retiradas de última hora no fueron en sí mismas la causa de los cierres, dieron «a los habitantes de Rhode Island un foco para su frustración». «Entre los interrogados sobre las retiradas sospechosas se encontraban el alcalde de North Providence, un senador estatal, ejecutivos de cooperativas de crédito, el expresidente de RISDIC, la familia del expresidente y un representante estatal que también ayudó a acabar con un proyecto de ley que habría obligado a las cooperativas de crédito a estar aseguradas federalmente.
Aunque los ciudadanos afectados celebraron protestas y manifestaciones periódicas desde el principio de la crisis, se produjeron varios acontecimientos dignos de mención en las semanas posteriores a las audiencias. En agosto de 1991, unos 250 depositantes enfadados se reunieron frente a la Rhode Island Central Credit Union, en el Jefferson Boulevard de Warwick, manifestándose y obstruyendo el tráfico durante unas dos horas. La manifestación se convirtió en marcha y llegó a ocupar una rampa de acceso a la interestatal 95. Siete personas fueron detenidas por alteración del orden público, entre ellas los esposos Donald y Raymonde Wolstenholme, recién jubilados cuyos ahorros estaban congelados en una cooperativa de crédito de Woonsocket. Tras su detención, los medios de comunicación locales y nacionales se hicieron eco de la situación de los Wolstenholme como símbolo de los disturbios y de los efectos de la crisis sobre los ciudadanos. Dos días después, 200 personas marcharon desde el Statehouse hasta las oficinas del DEPCO.  En septiembre de 1991, más de 500 manifestantes se reunieron en la Statehouse y arrojaron bolsitas de té frente a la oficina del gobernador, simbolizando que estaban al borde de una revuelta y haciendo referencia al Motín del Té de Boston. Al mes siguiente se produjo otra protesta en respuesta a un anunció que revelaba la siguiente fase de la estrategia de reembolso de la administración, que se centraba en un pequeño número de instituciones e incluía medidas financieras que no reembolsaban directamente a los depositantes. Los manifestantes colgaron una efigie de Sundlun de un poste de luz frente al capitolio.
Según The New York Times, la crisis bancaria fue el principal catalizador de un «movimiento ético» o incluso de una «revuelta ciudadana» contra la corrupción en Rhode Island. Sundlun, reflexionando sobre los acontecimientos de 1991, dijo que fue el año en que «la deshonestidad, la codicia y la corrupción que pudrieron nuestro sistema quedaron expuestas a la vista de todos». Se crearon varias organizaciones sin ánimo de lucro y organizaciones no gubernamentales para defender los derechos de los ciudadanos, exigir responsabilidades o luchar contra la corrupción.

## Resolución
En total, 25 de las 36 instituciones obtuvieron el seguro federal y conservaron su condición de bancos o cooperativas de crédito independientes. Dos instituciones no depositarias pasaron a estar inactivas. De las otras instituciones depositarias, los clientes de seis fueron reembolsados a finales de 1991, seis fueron adquiridas por otras empresas (una por Coventry Credit Union, una por First Bank and Trust, y cuatro por Northeast Savings), y seis permanecieron cerradas con al menos algunos clientes aún impagados.
Para las personas que esperaban recuperar el acceso a sus fondos, los avances fueron lentos. Al final del primer año de la crisis, la mayoría de los grandes bancos seguían cerrados. Las medidas políticas adoptaron medidas graduales para devolver primero las pequeñas cantidades, incluidas las cuentas con 2.500 dólares o menos, mientras que las cuentas más grandes tenían un tope del 10%. Algunos depositantes esperaron varios años para recuperar su dinero, aunque finalmente, según Sundlun, se les devolvió todo con intereses. Aunque en su momento recibió críticas de los depositantes afectados y otros sectores de la opinión pública, algunos de los cuales pidieron su destitución, Sundlun fue elegido para un segundo mandato y siguió defendiendo sus decisiones años después. Asimismo, Whitehouse afirmó que «sin duda» no podría haber ido mejor.
En total, DEPCO vendió 697 millones de dólares en bonos durante su gestión de la crisis. Presentó unas 300 demandas en total, dirigidas contra las instituciones en quiebra, así como contra otras entidades que desempeñaron un papel en la creación de la crisis. Una importante victoria legal se produjo en septiembre de 1997, contra la empresa financiera Ernst & Young, que actuaba como auditora de RISDIC. La empresa había auditado por última vez a la aseguradora en febrero de 1990, examinando los registros de 1988 y 1989 sin encontrar problemas significativos. DEPCO alegó que Ernst & Young no cumplió con su función y pasó por alto riesgos que acabaron provocando la crisis bancaria. La empresa negó haber actuado mal, alegando que no había forma de predecir algunas de las circunstancias, como la caída del mercado inmobiliario, pero accedió a pagar 103 millones de dólares, lo que el Wall Street Journal calificó en su momento como «uno de los mayores [pagos] jamás efectuados por una empresa de contabilidad a una agencia gubernamental». Los fondos se utilizaron para seguir amortizando la abultada deuda de DEPCO. Otro gran acuerdo fue el del Fleet Bank, que pagó 15,5 millones de dólares cuando se le acusó de establecer préstamos que ayudaron a dos instituciones a engañar a los reguladores.
Tras la crisis, todos los bancos de Rhode Island están ahora asegurados por entidades federales. Las deudas de DEPCO se saldaron el 30 de agosto de 2000, y cesó sus operaciones en enero de 2003, en lo que el Credit Union Journal calificó de «capítulo final del peor escándalo de la historia de las cooperativas de crédito» El aumento del impuesto sobre las ventas, que pretendía ser temporal, nunca se derogó.

## Posibles conexiones con el crimen organizado y la corrupción
Entre otras preocupaciones que Arlene Violet planteó sobre Heritage Loan & Investment estaban las relativas a sus vínculos con figuras prominentes de la familia criminal Patriarca. El capitán de policía Brian Andrews declaró a The New York Times que el año anterior a la crisis, Mollicone había informado de que unos vándalos habían entrado ilegalmente en el banco, pero que «me encargaría yo mismo», citando su conexión con Luigi «Baby Shacks» Manocchio, una figura importante de la red Patriarca. El padre de Mollicone era también el banquero del propio Raymond Patriarca, jefe del crimen organizado en Rhode Island, que tenía una sede en el mismo barrio que Heritage, aunque no había pruebas que relacionaran directamente a Patriarca con Mollicone Jr. En una entrevista concedida a The New York Times, Lee Blais, ex director de investigaciones del fiscal general del Estado, declaró que en 1985 informó al entonces gobernador Edward DiPrete (quien, años más tarde, se declararía culpable de 18 cargos de chantaje, extorsión y soborno no relacionados con la crisis bancaria) de las conexiones entre Heritage y el crimen organizado, y le entregó un informe en el que se detallaban los problemas con RISDIC, pero no se hizo nada.
Hacía tiempo que se cuestionaba la estabilidad de RISDIC, pero no se hizo nada. Según Jim O'Neil, entonces fiscal general del Estado, el amiguismo, la corrupción y las conexiones entre RISDIC y los políticos eran los principales motivos de preocupación antes de la quiebra de RISDIC: «El problema principal... era el juego interno y la gente de dentro que obtenía préstamos. Se rascaban las espaldas unos a otros". No se habían llevado a cabo auditorías en Heritage en el plazo exigido por RISDIC; la aseguradora no notificó al Fiscal General los problemas que encontró en Heritage cuando llevó a cabo una auditoría; el propio Mollicone había sido vicepresidente de RISDIC; Mollicone, así como otros en RISDIC, estaban bien relacionados con los políticos; la junta de Heritage estaba formada por amigos y familiares de Mollicone; los miembros de la junta no asistían a las reuniones periódicas.  Al hablar de la crisis financiera, la fiscal general Arlene Violet se refirió con frecuencia a lo que denominó «la red», que describió como «igual que el crimen organizado, salvo por una cosa: hacen que lo que hacen sea legal».
A lo largo de las investigaciones sobre Heritage, las fuerzas de seguridad intentaron relacionar a Mollicone y al banco con el crimen organizado. Un funcionario anónimo declaró a The New York Times que el banco podría haber sido utilizado para blanquear dinero para miembros del crimen organizado, ocultando las verdaderas identidades de las personas a las que pertenecía el dinero. Entre los nombres de las personas que Mollicone utilizó para los préstamos falsos figuraban miembros de su familia, compañeros de golf y Buddy Cianci.

## Juicio a Mollicone y reembolso de dinero

### Búsqueda de Mollicone
El nombre de Joseph Mollicone, Jr. se convirtió en sinónimo de la crisis bancaria después de que desencadenara la cadena de acontecimientos con el robo de entre 12 y 15,2 millones de dólares a Heritage Loan & Investment. Las fuerzas del orden, «el fugitivo más buscado del estado» según WJAR-TV, le buscaron durante casi un año y medio sin éxito. Hubo rumores de que sus supuestas conexiones con la Mafia le llevaron a Italia, pero más tarde se supo que se había estado escondiendo en Salt Lake City, Utah. Tras su detención, Mollicone declaró que no había ninguna razón para elegir Utah, aparte del hecho de que había viajado brevemente allí en el pasado. Tomó el nombre de un conocido que murió justo antes de huir, John Fazzioli, y según el Providence Journal «vivía bajo la personalidad de un fabricante de joyas de Boston que había venido a Utah a esquiar y relajarse».
En 1992, a la mujer y los cuatro hijos de Mollicone en Rhode Island les embargaron la casa y tuvieron que declararse en quiebra. En ese momento, en abril de 1992, tras casi 18 meses escondido, se entregó. Había conocido y vivía con una novia en Utah que desconocía su verdadera identidad. En lo que el fiscal estatal consideró una destacada demostración de carácter, también la dejó endeudada y al borde de la bancarrota cuando regresó a Rhode Island.

### Juicio
El fiscal general de Rhode Island, Jeff Pine, tomó posesión de su cargo en enero de 1993, pocos meses antes del juicio, heredando el caso de su predecesor. Nombró a Kevin Bristow nuevo fiscal jefe y el juicio comenzó en marzo de 1993, tras un aplazamiento de 60 días. Mollicone admitió sus delitos y pidió disculpas por ellos, y su abogado lo calificó de «simplón». El juez del Tribunal Superior, Dominic Cresto, respondió diciendo que Mollicone tenía «un talento considerable y una capacidad de manipulación persuasiva mediante el uso del encanto y la astucia», y afirmó que tenía «un plan consciente y sistemático de saqueo de los activos bancarios que se le habían confiado».
Entre los testigos de la acusación se encontraban el exvicepresidente de Heritage Loan & Investment, alguien con conocimiento de la compra de un Ferrari por parte de Mollicone, la novia de Mollicone en Salt Lake City y otro amigo de Utah. Aunque no conocían su verdadera identidad, sus contactos de Utah testificaron sobre su vida y su estilo de vida mientras estaba huido. La fiscalía también disponía de grabaciones de vigilancia del banco.
El 23 de abril de 1993, fue condenado por 26 cargos, entre ellos malversación, fraude bancario y conspiración para crear documentos bancarios falsos. Fue sentenciado a 30 años de prisión y se le ordenó pagar 420.000 dólares en multas y 12 millones en restitución. Esta última cifra era la cantidad que el juez determinó que se había demostrado que había robado, aunque era inferior a la cantidad que alegaba la acusación.

### Liberación y compensación
Mollicone fue puesto en libertad condicional en 2003, tras cumplir 10 años de su condena. Al ser puesto en libertad, declaró a un periodista que, en relación con el dinero que había robado, «la gente que se supone que debe saberlo, sabe que ha desaparecido».
La libertad condicional de Mollicone se cumplió en 2023, pero permanecerá en libertad condicional hasta 2025. Tras su puesta en libertad, se le ordenó empezar a devolver las multas y la restitución. Aunque en un primer momento se cobró de su salario, luego se retiró, realizando los pagos con sus ingresos de la seguridad social. Otra condición de su puesta en libertad fue el requisito de que hablara sobre ética empresarial con los estudiantes.
En 2009, un juez concedió al Servicio de Impuestos Internos (IRS) permiso para emprender acciones legales contra Mollicone y embargar cualquier activo que tenga para pagar 33 millones de dólares en impuestos y las sanciones e intereses asociados desde el momento en que todavía trabajaba en Heritage Loan & Investment. El IRS no ha confirmado si ha tomado esas medidas.
En diciembre de 2017, Mollicone, de 74 años, seguía viviendo en Rhode Island y tenía dos empleos. Pagaba 300 dólares cada mes por la deuda, lo que sumaba un total de 33.947,50 dólares desde su liberación, una tasa a la que tardaría miles de años en devolver.